# Rhizoprionodon terraenovae
El cazón de playa (Rhizoprionodon terraenovae) es un carcarriniforme de la familia Carcharhinidae, que habita en las aguas subtropicales del océano Atlántico noroccidental entre las latitudes 43° N y 25º S.